# Vatimont
Vatimont est une commune française située dans le département de la Moselle et le bassin de vie de la Moselle-Est, en région Grand Est.

## Géographie
La commine se situe sur la rive droite de la Nied française.

### Communes limitrophes
| Han-sur-Nied | Herny    |           |
| Saint-Epvre  | Vatimont | Holacourt |
| Baudrecourt  | Chenois  | Lesse     |

### Hydrographie
La commune est située dans le bassin versant du Rhin au sein du bassin Rhin-Meuse. Elle est drainée par la Nied et le ruisseau la Rotte.
La Nied, d'une longueur totale de 96,7 km, prend sa source dans la commune de Marthille, traverse 47 communes françaises, puis poursuit son cours en Allemagne où elle se jette dans la Sarre.
Le ruisseau la Rotte, d'une longueur totale de 23,4 km, prend sa source dans la commune de Morhange et se jette  dans la Nied sur la commune, après avoir traversé 13 communes.

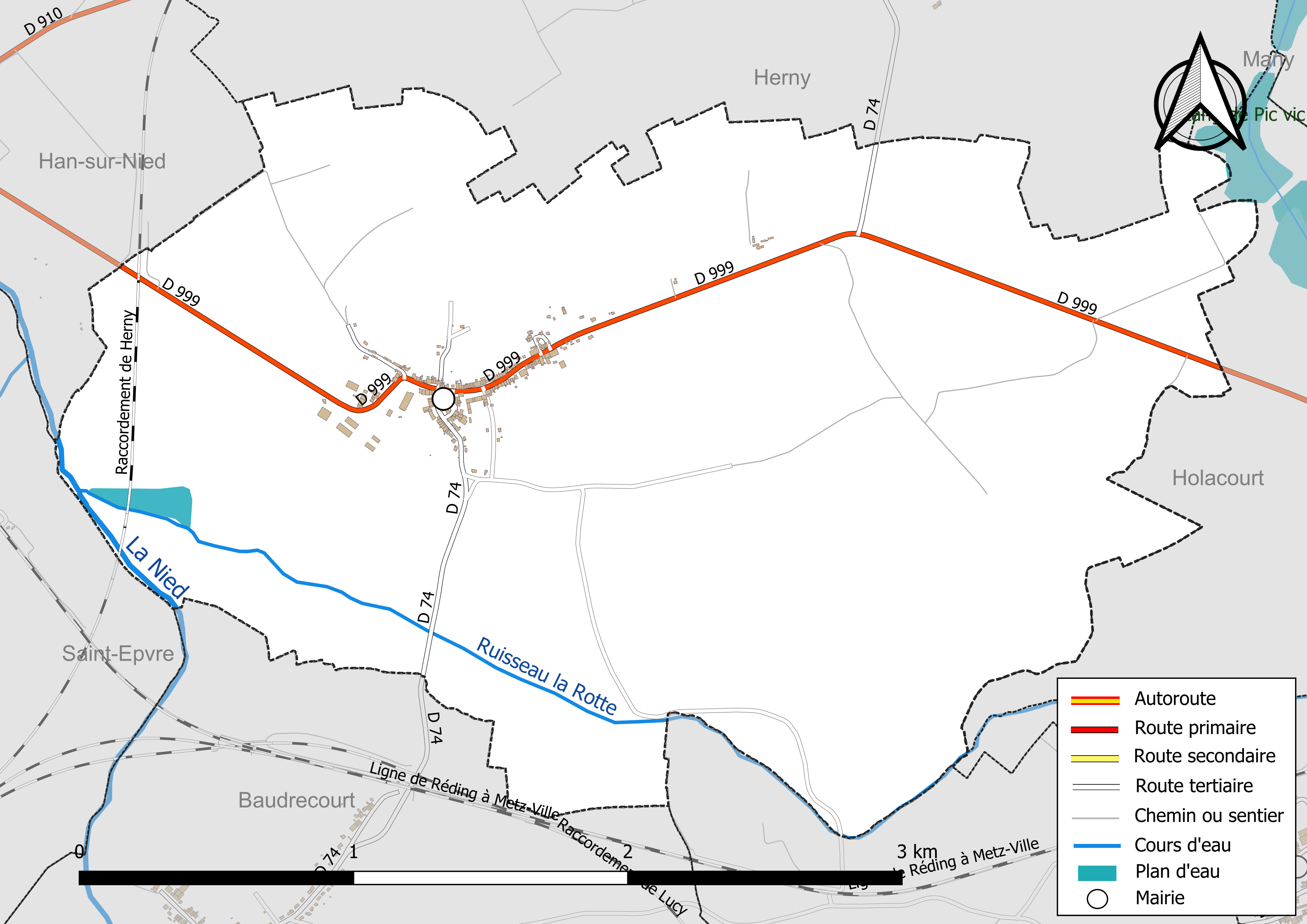
Réseaux hydrographique et routier de Vatimont.

La qualité de la Nied et du ruisseau la Rotte peut être consultée sur un site spécial géré par les agences de l’eau et l’Agence française pour la biodiversité.

### Climat
Pour des articles plus généraux, voir Climat du Grand Est et Climat de la Moselle.
En 2010, le climat de la commune est de type climat des marges montargnardes, selon une étude du Centre national de la recherche scientifique s'appuyant sur une série de données couvrant la période 1971-2000. En 2020, Météo-France publie une typologie des climats de la France métropolitaine dans laquelle la commune est exposée à un climat semi-continental et est dans la région climatique  Lorraine, plateau de Langres, Morvan, caractérisée par un hiver rude (1,5 °C), des vents modérés et des brouillards fréquents en automne et hiver. 
Pour la période 1971-2000, la température annuelle moyenne est de 9,6 °C, avec une amplitude thermique annuelle de 16,9 °C. Le cumul annuel moyen de précipitations est de 809 mm, avec 11,7 jours de précipitations en janvier et 9,9 jours en juillet. Pour la période 1991-2020, la température moyenne annuelle observée sur la station météorologique de Météo-France la plus proche, « Lesse_sapc », sur la commune de Lesse à 3 km à vol d'oiseau, est de 10,7 °C et le cumul annuel moyen de précipitations est de 694,0 mm. 
La température maximale relevée sur cette station est de 40 °C, atteinte le 25 juillet 2019 ; la température minimale est de −20,7 °C, atteinte le 20 décembre 2009,,. 
Les paramètres climatiques de la commune ont été estimés pour le milieu du siècle (2041-2070) selon différents scénarios d'émission de gaz à effet de serre à partir des nouvelles projections climatiques de référence DRIAS-2020. Ils sont consultables sur un site spécial publié par Météo-France en novembre 2022.

## Urbanisme

### Typologie
Au 1er janvier 2024, Vatimont est catégorisée commune rurale à habitat dispersé, selon la nouvelle grille communale de densité à sept niveaux définie par l'Insee en 2022.
Elle est située hors unité urbaine. Par ailleurs la commune fait partie de l'aire d'attraction de Metz, dont elle est une commune de la couronne,. Cette aire, qui regroupe 245 communes, est catégorisée dans les aires de 200 000 à moins de 700 000 habitants,.

### Occupation des sols
L'occupation des sols de la commune, telle qu'elle ressort de la base de données européenne d’occupation biophysique des sols Corine Land Cover (CLC), est marquée par l'importance des territoires agricoles (95,1 % en 2018), en diminution par rapport à 1990 (98,9 %). La répartition détaillée en 2018 est la suivante : 
terres arables (76,1 %), prairies (19 %), zones urbanisées (3,8 %), forêts (0,8 %), eaux continentales (0,3 %). L'évolution de l’occupation des sols de la commune et de ses infrastructures peut être observée sur les différentes représentations cartographiques du territoire : la carte de Cassini (XVIIIe siècle), la carte d'état-major (1820-1866) et les cartes ou photos aériennes de l'IGN pour la période actuelle (1950 à aujourd'hui).

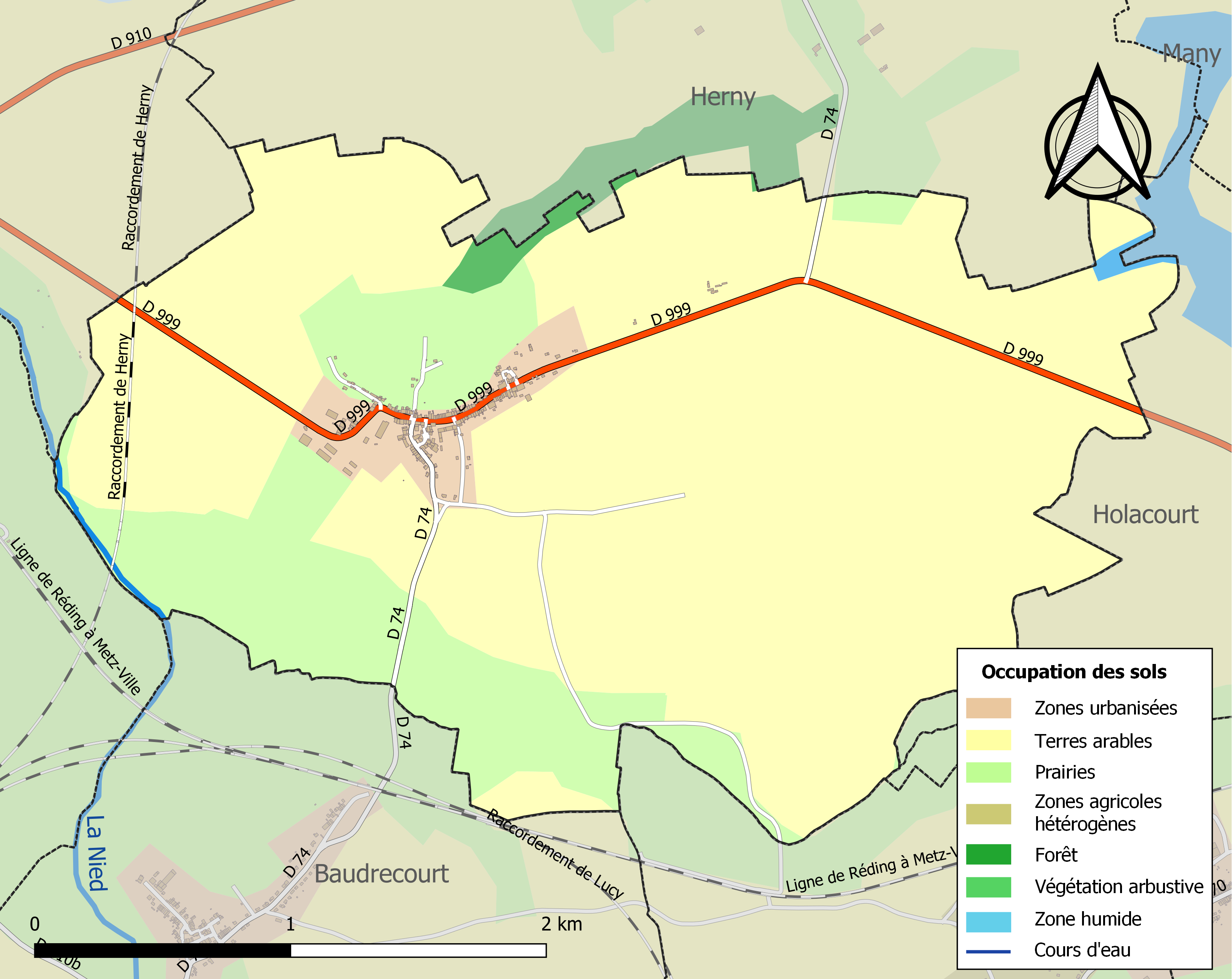
Carte des infrastructures et de l'occupation des sols de la commune en 2018 (CLC).

## Toponymie
- Walterimont (XIIe siècle), Wattiemont (1230), Wattermunt (1240), Waltiezmont et Wauthiemont (XIVe siècle), Watiermont (1351), Wathiemont (1397), Walthiermont (1442), Wathielmont (1445), Weltersberch (1491), Valtermons et Vaterusmons (1544), Vaulthiemont (1594), Watemont (XVIIe siècle), Wathimont (1663), Vatimont (1793).
- En lorrain Vautieumont[15]. En allemand Weltersburg[15], Wallersberg (1871-1918 et 1940-1944).
- Durant le XIXe siècle, Vatimont était également connu au niveau postal sous l'alias de Wetersbourich[16].

## Histoire
- Village dépendant de l'ancienne province de Lorraine, partagé entre cinq seigneurs. Était le siège d'un fief lorrain, sous la châtellenie d'Amance. Était siège d'une cure de l'archiprêtré d'Haboudange.
- Fut érigée en 1790 en chef-lieu d'un canton du district de Morhange.

## Politique et administration
| Période                                  | Période    | Identité          | Étiquette | Qualité |
| ---------------------------------------- | ---------- | ----------------- | --------- | ------- |
| mars 1977                                | Avril 1999 | Emmanuel Steckler |           |         |
| 1999                                     | ?          | Jean-Paul Leclerc |           |         |
| mai 2020                                 | En cours   | Philippe Belvoix  |           |         |
| Les données manquantes sont à compléter. |            |                   |           |         |

## Démographie
L'évolution du nombre d'habitants est connue à travers les recensements de la population effectués dans la commune depuis 1793. Pour les communes de moins de 10 000 habitants, une enquête de recensement portant sur toute la population est réalisée tous les cinq ans, les populations de référence des années intermédiaires étant quant à elles estimées par interpolation ou extrapolation. Pour la commune, le premier recensement exhaustif entrant dans le cadre du nouveau dispositif a été réalisé en 2005.

En 2022, la commune comptait 307 habitants, en évolution de −5,54 % par rapport à 2016 (Moselle : +0,52 %, France hors Mayotte : +2,11 %).
| 1793 | 1800 | 1806 | 1821 | 1836 | 1841 | 1861 | 1866 | 1871 |
| ---- | ---- | ---- | ---- | ---- | ---- | ---- | ---- | ---- |
| 550  | 597  | 620  | 660  | 703  | 704  | 592  | 599  | 560  |

| 1875 | 1880 | 1885 | 1890 | 1895 | 1900 | 1905 | 1910 | 1921 |
| ---- | ---- | ---- | ---- | ---- | ---- | ---- | ---- | ---- |
| 544  | 517  | 492  | 477  | 489  | 449  | 438  | 467  | 420  |

| 1926 | 1931 | 1936 | 1946 | 1954 | 1962 | 1968 | 1975 | 1982 |
| ---- | ---- | ---- | ---- | ---- | ---- | ---- | ---- | ---- |
| 404  | 397  | 404  | 403  | 386  | 318  | 313  | 322  | 347  |

| 1990 | 1999 | 2005 | 2006 | 2010 | 2015 | 2020 | 2022 | - |
| ---- | ---- | ---- | ---- | ---- | ---- | ---- | ---- | - |
| 340  | 337  | 352  | 363  | 332  | 326  | 314  | 307  | - |

## Culture locale et patrimoine

### Lieux et monuments
- Église Saint-Martin, reconstruite en 1763.
- Maison forte.
- Pierres portant des inscriptions gravées dans les prisons de la Bastille devant l'église. Plaque commémorative dite pierre de la Bastille XVIIIe siècle. Appliquée au mur du hall de la mairie, nouvellement restaurée, où une gorge est creusée tout autour de sa face avant. La pierre est cassée en deux parties. La partie supérieure est décorée d'un cercle dans lequel auraient été représentées les armes royales. Ce cercle est posé sur un faisceau formé d'une lance verticale surmontée d'un bonnet phrygien, d'une épée et d'une crosse posées en diagonale, alors que l'horizontale est formée par une faux dont la lame est placée verticalement à droite et, faisant pendant à celle-ci, un rameau d'olivier, à gauche. Au manche de la faux est accroché un phylactère qui contourne, par le bas, le cercle central et qui porte l'inscription. Pierre autrefois fixée au mur du jardin du presbytère. Il n'existerait que deux pierres provenant de la Bastille et décorées du bonnet phrygien : l'une au musée savoisien de Chambéry et l'autre à Vatimont.
- Monument de l'abbé Nicolas.

### Personnalités liées à la commune
- Gustave Rolland (1809-1871), homme politique est né à Vatimont.
- René Tribout (1905-1976), résistant des Forces françaises de l'intérieur est né à Vatimont.

### Héraldique
| Blason de Vatimont | Blason  | D'azur au chevron d'argent, au cerf élancé d'or brochant, au chef cousu de gueules chargé de trois coquilles d'argent. |
| Blason de Vatimont | Détails | Le statut officiel du blason reste à déterminer.                                                                       |